# Işıl Alben
Işıl Alben (ur. 22 lutego 1986 roku w Stambule) – turecka koszykarka, zawodniczka klubu Galatasaray SK, uczestniczka igrzysk olimpijskich w Londynie.

## Kariera

### Początki
Uczęszczała na Uniwersytet w Stambule, gdzie w amatorskim klubie İÜSK spędziła 8 lat.

### Kariera seniorska
W 2006 roku jej nowym klubem stało się Botas Spor. Rok później stała się zawodniczką krajowego Galatasaray SK. W sezonie 2014/2015 została wypożyczona do Dynama Kursk. Po roku ponownie wróciła do Galatasaray.
3 czerwca 2023 roku Alben ogłosiła, że zakończyła karierę zawodową w koszykówce. 

### Osiągnięcia[3]
| Zawody                         | Sezon                     |
| ------------------------------ | ------------------------- |
| Turecka damska liga koszykówki | 2013/2014                 |
| Puchar Turcji                  | 2009-10, 2010-11, 2013-14 |
| Euroliga                       | 2013/2014                 |
| Eurocup                        | 2008/2009                 |

### Igrzyska olimpijskie

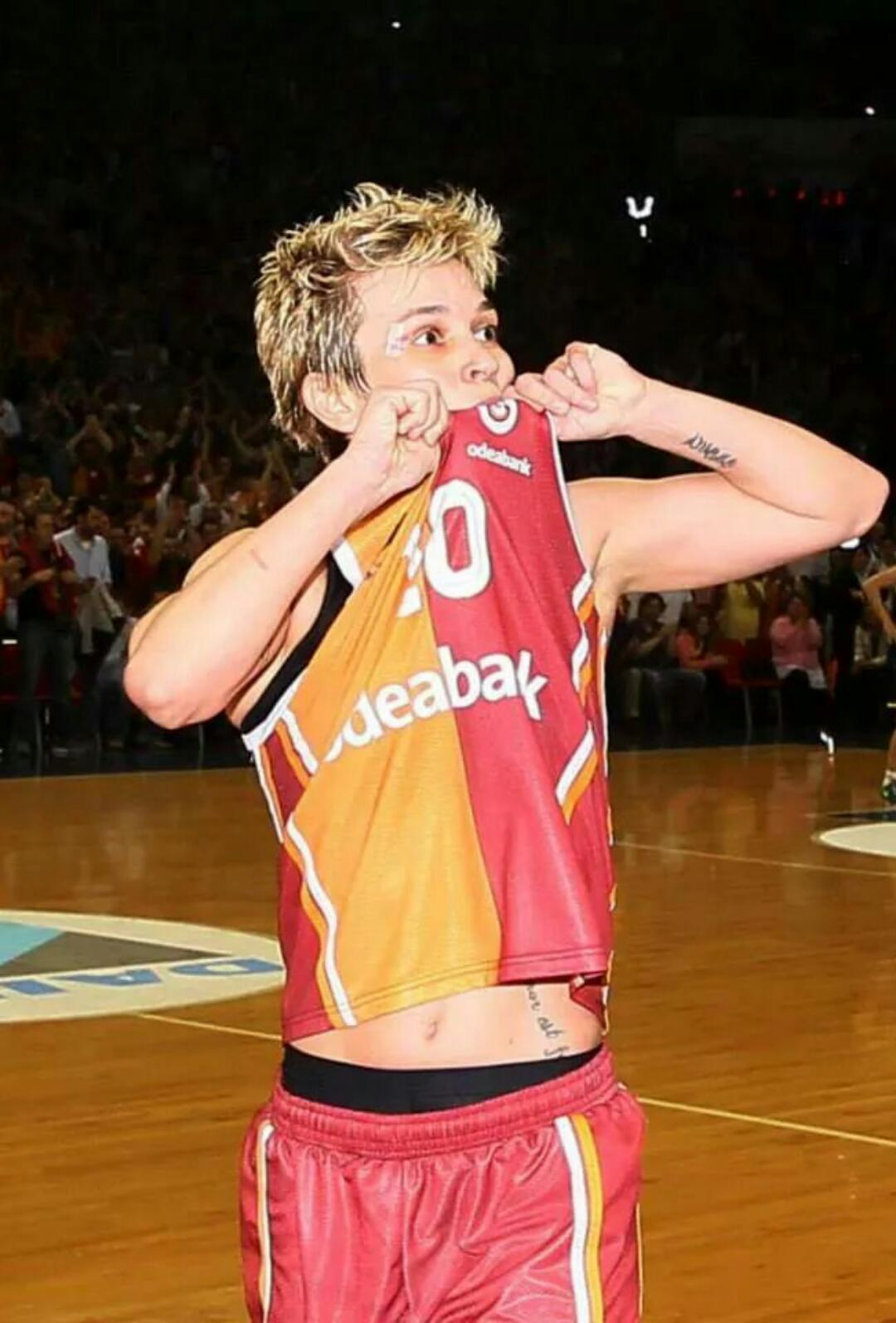
Alben w barwach Galatasaray SK

Brała udział w turnieju koszykówki na igrzyskach w Londynie. Po drugim miejscu w grupie Turczynki trafiły w ćwierćfinale na Rosjanki, z którymi przegrały 63-66.